# Carlo Nash
Carlo James Nash, född 13 september 1973 i Bolton, Greater Manchester, är en engelsk före detta fotbollsmålvakt. Bland hans klubbar i karriären kan nämnas Everton, Wigan och Manchester City.